# Réforme militaire de Manuel Azaña

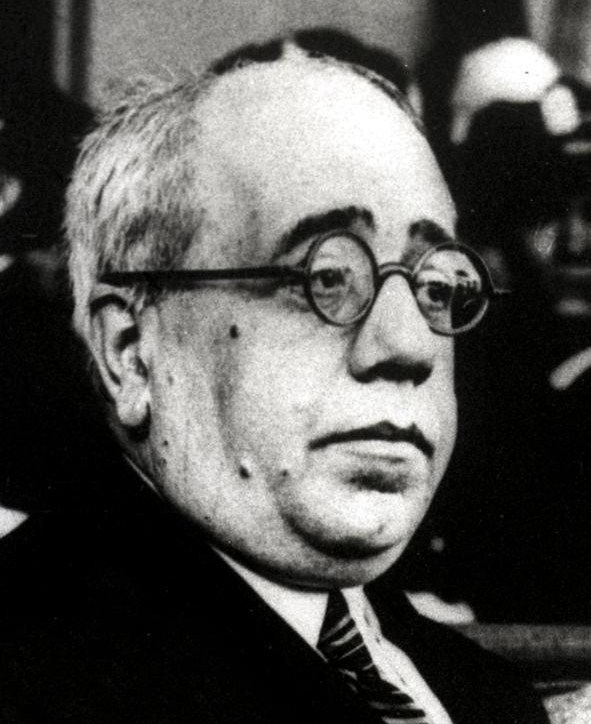
Manuel Azaña.

La réforme militaire de Manuel Azaña est l’ensemble des décrets approuvés entre avril et septembre 1931 par le gouvernement provisoire de la Seconde République espagnole (en) — qui furent rassemblés et approuvés par les Cortès dans la dénommée loi Azaña (en espagnol : « Ley Azaña ») — et les lois ultérieurement approuvées sur proposition du ministre de la Guerre Manuel Azaña, poste qu’il occupa à partir d’octobre 1931 simultanément avec celui de président du gouvernement, qui avaient pour objectif de moderniser et démocratiser l’Armée espagnole et de mettre fin à l’interventionnisme militaire dans la vie politique. Cette réforme d’Azaña fut la seule de celles approuvées durant le premier biennat (es) de la Seconde République qui ne fut pas modifiée par les gouvernements de centre-droit du second (es).
À la formation du gouvernement provisoire, le portefeuille de la Guerre fut confié à Azaña car il était le seul membre du Comité révolutionnaire à avoir connaissance des questions militaires — il avait publié la première partie d’une étude sur l’Armée française — et parce qu’il avait une claire idée des réformes qui devaient être menées : réduire le nombre excessif d’officiers, condition requise pour pouvoir procéder à une véritable modernisation de l’institution, et mettre fin au pouvoir « autonome » des militaires, en les plaçant sous l’autorité du pouvoir civil. Ce fut précisément sa gestion remarquable à la tête de ce ministère qui fit de lui la figure la plus prestigieuse du gouvernement et qui l'amena à la présider après la démission de Niceto Alcalá-Zamora en octobre 1931 à cause de la question religieuse (es). Comme l'a signalé l'historien Javier Tusell, « Azaña sut voir les opportunités qu’offrait une conjoncture de changement de régime et eut le courage de s’attaquer à une réforme, la réforme militaire, face à laquelle ses prédécesseurs à ce poste avaient reculé ».

## Modernisation et démocratisation de l'Armée
Azaña souhaitait une armée plus moderne, professionnelle, efficace et civique. Lorsqu’il prit la tête du portefeuille le soir même du 14 avril, où avait été proclamée la Seconde République (es), il s’adressa à 22 h aux chefs militaires présents au siège du ministère, comme cela fut plus rapporté par le lieutenant-colonel Felip Díaz i Sandino, « en leur faisant connaître la proclamation de la République en Esapgne, ses objectifs démocratiques, qui se basaient sur le maintien de l’ordre et le rétablissement de la justice dans tous les organismes de l'État, et tout spécialement dans l'Armée, dont il considérait qu’elle était insuffisamment dotée en matériel ; que l’une des préoccupations du gouvernement serait de la mettre en condition d’être plus efficiente, en la réorganisant et en tentant de parvenir à la plus grande compétence professionnelle, en maintenant la discipline et en écartant les militaires de la politique ».
Il aspirait également à une armée plus républicaine. Pour cette raison, l'un de ses premiers décrets, le 22 avril, obligea les chefs et officiers à jurer fidélité à la République, avec la formule : « je promets sur mon honneur de servir bien et fidèlement la République, d’obéir à ses lois et la défendre avec les armes »,. De même, en consonnance avec la définition aconfessionnelle de l’État, Azaña supprima le corps ecclésiastique (es) de l'Armée formé par les aumôniers militaires. Il dissolut également le somatén — ce qu’il justifia en affirmant qu’il n’était pas possible de « prolonger encore un moment l'existence de troupes irrégulières indûment et tendancieusement armées qui, non nécessaires en tant que soutien de l'ordre, peuvent motiver, par incompréhension ou abus, des altérations de celui-ci » — et supprima les ordres militaires»,.

### Réduction du nombre d'officiers
En 1931, l’Armée espagnole comptait 21 000 chefs et officiers pour 118 000 hommes. Elle comptait 16 divisions, auxquelles auraient normalement dû suffire 80 généraux, alors qu’elle en avait 800. De surcroît, elle disposait de plus de commandants et capitaines que de sergents.
L’objectif de réduction du nombre d’officiers était de parvenir à une armée péninsulaire formée de 105 000 soldats et 7 600 officiers, et un contingent d’Afrique rassemblant 42 000 soldats et 1 700 officiers. Pour ce faire, le gouvernement provisoire approuva le 25 avril, sur proposition d’Azaña, un décret de retraite extraordinaire qui offrait aux officiers qui en feraient la demande la possibilité de quitter volontairement le service actif avec la totalité de leur solde (en passant à la seconde réserve, c’est-à-dire pratiquement à la retraite). Si le nombre de départs volontaires nécessaire n'était pas atteint, le ministère se réservait le droit de destituer, sans aucun bénéfice, autant d’officiers qu’on le jugerait opportun. Presque 9 000 cadres militaires (parmi lesquels 84 généraux) souscrivirent à la mesure, soit environ 40 % des officiers (la plus grande proportion se trouvant dans les grades supérieurs), grâce à quoi Azaña put se lancer par la suite dans la réorganisation de l’Armée. Certains historiens remarquent que, politiquement, il s'agit d’une mesure discutable car elle ne contribua pas à rendre l’armée républicaine, car une partie du secteur le plus libéral quitta à ce moment le service actif.
Selon le bilan de la réforme d’Azaña fait par l’historien Francisco Alía Miranda (en), le nombre de généraux et assimilés passa de 190 en 1931 à 90 en 1932 et, en ce qui concerne les chefs et officiers, leur nombre se réduisit de plus de 8 000 car il passa de 20 576 à 12 373.
En mars 1932, les Cortès approuvèrent une loi qui autorisait le ministre de la Guerre à faire passer à la réserve les généraux qui n’auraient reçu aucune affectation durant six mois. C’était une manière déguisée de se défaire des généraux dont le gouvernement doutait de la fidélité à la République. La même loi disposait que les officiers qui n’avaient pas accepté la retraite établie par le décret de mai 1931 perdraient leurs pensions s’ils étaient coupables de diffamation selon la loi de défense de la République (es). Cette dernière mesure suscita un vif débat aux Cortès, Miguel Maura et Ángel Ossorio y Gallardo dénonçant l'injustice dont étaient susceptibles d’être victimes près de 5 000 officiers récemment mis à la retraite qui à un moment donné auraient critiqué le gouvernement, à quoi Azaña répondit qu’il serait intolérable pour la République de devoir payer ses « ennemis ».

De nombreuses années plus tard, le Generalísimo Francisco Franco fit en privé ces considérations à propos de cette loi : 

« La loi des retraites d’Azaña n’était pas mal planifiée et n’était pas aussi mauvaise qu’on le dit à cette époque ; elle avait le sectarisme de vouloir écarter des rangs de l'Armée l’officialité aux idéaux monarchistes ; mais cela ne se réalisa pas, car ce furent ceux qui le souhaitèrent qui se retirèrent et la majorité d’entre nous resta. »

#### Officiers affectés
Parmi les militaires les plus importants qui bénéficièrent de la Loi Azaña figurent :
- Francisco Gómez-Jordana Sousa
- Eloy Fernández Navamuel (es)
- Adolfo Prada Vaquero
- Juan Vigón
- Germán Gil y Yuste (es)
- José María Paternina Iturriagagoitia (es)
- Luis Alarcón de la Lastra (es)
- Luis Valdés Cavanilles (es)
- Francisco Zubillaga y Reillo
- Jesús Teijeiro Pérez
- Rafael del Rosal Caro (es)
- Eusebio de Gorbea (es).

### Création des divisions organiques et régulation des promotions
L’armée de la péninsule fut réformée par un décret du 25 mai. Le nombre de divisions fut réduit de 16 à 8 ; les capitaineries générales créées par Philippe V au début du XVIIIe siècle furent supprimées (et avec elles les régions militaires (es), divisions administratives de la Monarchie) et furent remplacées par 8 divisions organiques et deux Comandancias Militares pour les Canaries et les Baléares, à la tête desquelles furent mis un général de division (le plus haut grade que pouvait atteindre un militaire étant donné la suppression de celui de lieutenant-général), et dont dépendaient les unités de mitralleuses, de montagne et de chasseurs — l’aviation se constitua en un corps général indépendant (es), avec sa propre hiérarchie d’officiers —.
Le décret du 4 juillet 1931, qui réorganisa l’armée d’Afrique, sépara le poste de haut commissaire — confié à un civil — de celui de chef supérieur des forces armées du Maroc — assumé par un général subordonné au premier —.
Une autre des questions abordées par Azaña fut la question controversée des promotions. Pour ce faire, il promulgua plusieurs décrets en mai et juin, par lesquels il annulait en grande partie ceux survenus au cours de la dictature pour « mérites de guerre », entraînant la perte d’un ou deux grades pour environ 300 militaires, certains souffrant d’une importante baisse dans le tableau d’avancement, comme cela fut le cas pour le général Franco. Ces décrets furent confirmés par les Cortès via une loi des recrutements et promotion de l’officialité du 12 septembre 1932, qui établissait de plus un barème pour les promotions dans lesquelles primaient davantage la formation professionnelle que l’ancienneté. Cette loi unifia également en un unique échelon les officiers de carrière et ceux issus des troupes,.

### Fermeture de l’Académie générale militaire et création du corps des sous-officiers
Le 1er juillet 1931, Azaña décréta également la fermeture de l’Académie générale militaire, que dirigeait le général Franco. Basée à Saragosse, elle ferma ses portes le 14 juillet, le même jour où s’ouvrirent les Cortès constituantes de la République. L'académie était une création de la dictature de Primo de Rivera en 1928 et constituait la réponse du dictateur au conflit qui l’opposait au corps d’artillerie à cause du système de promotions — les artilleurs défendant la promotion à l’ancienneté tandis que les militaires « africanistes », qui avaient le soutien de Primo de Rivera défendaient les mérites de guerre —. Ce dernier tenta de mettre fin à l’opposition des artilleurs en dissolvant le corps des officiers et en metant fin à la formation technique qu’offrait l’Académie de Ségovie (es) où, après cinq ans d’études, les cadets recevaient un titre de lieutenant d’artillerie et un autre d’ingénieur industriel. Au contraire, aux Académies d’infanterie (es) et de cavalerie de Tolède, les cadets réalisaient seulement deux ans d'études et ne recevaient aucun titre civil. Ainsi, pour mettre fin à l’« esprit artilleur », la dictature établir un nouveau plan d’études militaires qui prévoyait que les cadets de l’Armée suivraient deux ans de formation dans une nouvelle académie générale et deux autres années dans celle propre à leur corps. À la fin du cursus de quatre ans, ils seraient promus lieutenants, sans titre ou diplôme civils. Pour diriger la nouvelle institution, le général Primo de Rivera souhaita un militaire qui ait une mentalité radicalement opposée à celle de l'« esprit artilleur » — que lui-même considérait élitiste et bureaucratique — et pensa tout d’abord au général Millán-Astray, fondateur de la Légion et « africaniste » furibond, mais on lui déconseilla cette nomination car il s’agissait d’un personnage conflictuel et ayant des ennemis dans l’institution militaire. Il choisit finalement le général Franco, qui avait été son second dans la Légion. Lorsqu’il ferma l’Académie de Saragosse, Azaña répartit ses étudiants dans les académies de leurs armes respectives : à Tolède pour l’infanterie, la cavalerie et l’intendance ; à Ségovie pour l’artillerie et le génie ; à Madrid pour la santé militaire. Il fut de plus établi que les cadets des académies réaliseraient également des études universitaires en complément à leur formation militaire.
La fermeture de l'Académie générale militaire fut une des mesures les plus polémiques de la réforme militaire d’Azaña, mais celui-ci considérait que l’Académie, sous la direction de Franco, était devenue le centre de diffusion des idées militaristes propres aux « militaristes » et constituait par conséquent un obstacle pour son projet de neutraliser politiquement l’Armée et de la placer sous le contrôle du Parlement et du gouvernement, à l’image des autres armées de l’Europe occidentale — Azaña donna toujours l’armée française en modèle professionnel et civique —.
D’autre part, en décembre 1931 fut créé le corps des sous-officiers — le titre de bachelier (es) était exigé aux aspirants —, avec la possibilité d’intégrer le corps des officiers, et à qui 60 % des places dans les académies militaires étaient réservées. Ce faisant, on prétendait démocratiser la base sociale et idéologique des commandements de l’Armée et réduire le vide professionnel existant entre officiers et sous-officiers.

### Création du Consortium d’industries militaires et réduction du service militaire obligatoire
Une loi du 6 février 1932 créa le Consortium d’industries militaires, qui regroupait les usines d’armements et d'explosifs existants afin de centraliser et augmenter leur production, et ainsi fournir un matériel plus moderne à l’Armée sans besoin de recourir à des fournisseurs étrangers.
De plus, le service militaire obligatoire (es) fut réduit à 12 mois — 4 semaines pour les bacheliers et universitaires —, mais la figure du soldado de cuota (es) — soldats de conscription bénéficiant de conditions avantageuses en échange du paiement d’une contribution — fut maintenue avec quelques ajustements — il ne pouvait s’appliquer qu’à partir de 6 mois de service actif —.

### Grâces, réhabilitations et nominations
Le gouvernement de la République grâcia et promut les militaires condamnés dans le cadre des deux tentatives de coup d’État pour renverser la dictature de Primo de Rivera et aux impliqués dans le soulèvement de Jaca — les capitaines fusillés Fermín Galán et Ángel García Hernández furent réhabilités — et dans le soulèvement de l'aérodrome de Cuatro Vientos. Ainsi, le général Francisco Aguilera y Egea fut promu en mai 1931, peu avant de mourir, au grade de capitaine général « pour les éminents services qu’il a rendus à la cause de la liberté » ; le général Goded fut nommé chef d’État-major de l'Armée ; le général Queipo de Llano, après son retour d’exil en France, fut nommé chef de la première division organique « avec siège à Madrid » et le commandant Ramón Franco, qui avait mené le soulèvement de Cuatro Vientos avec Queipo de Llano, fut nommé directeur général de l'Aéronautique militaire (es) ; enfin, le général Eduardo López Ochoa fut nommé capitaine général de Catalogne, avant la suppression définitive du poste.

## Maintien de l’ordre public militarisé
Au-delà de la modernisation de forces armées obsolètes, Azaña prétendait « civiliser » la vie politique en mettant fin à l’interventionnisme militaire et en faisant en sorte que les militaires restent dans leurs garnisons. Un élément important avait été la Ley de Jurisdicciones approuvée en 1906, qui avait placé sous juridiction militaire les délits d’offense contre la patrie et l’armée, et était devenue omniprésente après le succès du coup d'État de Primo de Rivera en septembre 1923. Ainsi, l’une des premières décisions prises par Azaña, seulement trois jours après sa prise de possession du ministère, fut la dérogation de cette loi. 
Le président Niceto Alcalá-Zamora qualifia la Ley de Jurisdicciones de « loi abominable, que personne n’osa retoucher et que nous dérogeâmes d’un coup de plume et de façon complète » (bien qu’il appuyât lui-même la loi en 1906 en tant que député monarchique libéral). Cependant sa dérogation ne signifia pas la fin de l’utilisation de la juridiction militaire contre des civils pour le maintien de l’ordre public sans nécessité de recourir à la suspension des garanties constitutionnelles ou de déclarer l’état d'exception. L’historien militaire et général de brigade de l’Armée de l’air José García Rodríguez signale comme une grave erreur des républicains de ne pas avoir dérogé la loi constitutive de l'Armée de 1878, qui établissait comme une de ses missions la défense de la patrie contre ses « ennemis extérieurs et intérieurs », pour la remplacer par une autre plus adaptée à la République — les militaires insurgés en juillet 1936 utilisèrent cette loi pour justifier leur rébellion —.
Ainsi, « les gouvernements républicano-socialistes du premier biennat continuèrent à octroyer aux militaires d’importantes attributions sur l’ordre public et un contrôle rigide sur la société ». Le pouvoir militaire resta à la tête d'une bonne partie des organes de l’administration de l'État liée à l'ordre public. Une grande partie des genéraux qui protagonisèrent la rébellion de juillet 1936 avaient eu des responsabilités dans l’administration policière et le maintien de l’ordre public : Sanjurjo, Mola, Cabanellas, Queipo de Llano, Muñoz Grandes ou Franco.

### Le gouvernement provisoire aux «pleins pouvoirs»
Le décret du 11 mai 1931 qui délimitait la portée de la juridiction militaire, maintenait que cette juridiction continuerait de s’appliquer sur les délits militaires tels qu’ils étaient définis dans l’ancien Code de justice militaire. Étant donné que ni le gouvernement provisoire ni aucun de ceux qui lui succédèrent dans la République, de gauche comme de droite, ne mit fin à la militarisation de la gestion de l’ordre public — notamment à cause du caractère militaire de la Garde civile, principale force de cette gestion —, la justice ordinaire n'était pas compétente pour évaluer cette gestion.
La coalition républicano-socialiste était consciente de l’option qu’elle adoptait, comme le démontre le décret promulgué qui s'était défini lui-même comme aux « pleins pouvoirs » — selon le statut juridique qu'il avait promulgué le lendemain de sa prise de pouvoir — par lequel était créée la sixième salle de justicice militaire du Tribunal suprême — qui assumait les compétences de l'ancien Conseil suprême de justice militaire (es), pour sa part supprimé — formée de quatre magistrat militaires et seulement deux civils. Cette composition explique que dans ses résolutions sur les conflits de compétences entre la juridiction ordinaire et la juridiction militaire, elle se prononça majoritairement en faveur de la seconde — elle fut la salle compétente pour résoudre ce genre de conflits jusqu’en juillet 1934, où elle passa alors à la seconde salle pénale, composée de magistrats de carrière judiciaire —. Le ministre de la Justice lui-même, Álvaro de Albornoz, reconnut en novembre 1932 devant les Cortès que l’on avait donné une grande portée à la juridiction pénale militaire, étant donné que les réformes du Code de justice militaire ne limitèrent pas ses compétences, comme cela fut confirmé par plusieurs arrêts publiés entre septembre et décembre 1931. Ainsi, comme dans les régimes de la Restauration et de la dictature de Primo de Rivera, la République favorise l’« irresponsabilités des membres des corps policiers militarisés », à la fois « juges et parties » et sans contrôle véritable des abus qui étaient fréquemment commis. « La réforme n’alla pas au-delà d’une timide tentative dans laquelle on ne fait qu’entrevoir un geste de séparation entre commandement et hiérarchie militaire des organes de la juridiction militaire. Or, ni la fin des capitaines généraux comme autorité judiciaire militaire, ni la suppression du Conseil suprême de guerre et Marine, ni la dépendance des procureurs militaires du ministère public ne modifient le système de garanties que doit apporter tout organe judiciaire, tout comme ils ne peuvent être véritablement considérés comme des organes véritablement judiciaires. Les conseils de guerre, leur composition, ainsi que la procédure, demeurent intacts. Tout ceci ne retire pas non plus de pouvoir aux militaires par rapport aux civils et […] maintient l’Armée dans un rôle d’arbitre supérieur dans ces conflits internes ».

### Après l’approbation de la Constitution de 1931
La Constitution de 1931 ne modifia pas la large portée de la juridiction militaire maintenue sous le gouvernement aux « pleins pouvoir » étant donné que la version finale de l’article 96 maintint sous sa compétence les « délits militaires » et « services d’armes et la discipline  de tous les instituts armés », ce dernier concept ne concernant pas seulement les forces armées « qui défendaient le territoire national », mais aussi les forces chargées de « seulement maintenir l’ordre public » (Garde civile, Carabiniers et possiblement tout autre corps militarisé). Cela était en contradiction avec la normative en vigueur dans d’autres pays démocratiques européens, comme l'Allemagne, dont la Constitution indiquait que les « tribunaux militaires » n'agissaient qu’« en temps de guerre », ou la France, où les conseils de guerre étaient présidés par un magistrat civil et la juridiction militaire était limitée en temps de paix aux délits de caractère militaire uniquement commis par des militaires.
En conséquence, bien que la Ley de Jurisdicciones de 1906 fût formellement dérogée, au cours de la République la juridiction militaire continua à poursuivre les civils qui avaient émis des critiques supposément délictives à l’encontre des forces armées, spécialement par voie imprimée. Les tentatives du ministre de la Justice Álvaro de Albornoz de limiter la juridiction militaire rencontrèrent toujours l’opposition d’Azaña, dont la position fut confirmée par trois arrêts du Tribunal suprême — le 30 juin 1932, le 25 avril 1933 et le 9 décembre 1932 —.
La militarisation de l’ordre public se manifesta à de multiples occasions. Par exemple, à l’occasion de l’insurrection anarchiste de janvier 1933 à Pedralba (province de Valence), la Garde civile intervint et causa la mort de 10 civils, après la mort d’un garde civil et de deux gardes d’assaut. Le conseil des ministres résolut que « la plus grande partie des détenus dans ce complot [seraient] soumis, étant donné la nature du délit, à la Juridiction militaire et devront être jugés par elle ». Les évènements les plus graves et qui eurent le plus grand impact dans l’opinion publique furent le massacre de Casas Viejas en janvier 1933. Les accusés dans une insurrection anarchiste antérieure, la révolte de l'Alt Llobregat de janvier 1932, furent jugés le 25 juillet 1933 dans un conseil de guerre célébré à Terrassa qui condamna 42 accusés à des peines de jusqu'à 20 ans. Comme le signala le socialiste Juan Simeón Vidarte (es) : « même si cela semble étrange, on ne modifia pas le Code de justice militaire et dans tous les chocs survenus entre le peuple et la Garde civile, les Conseils de guerre continuèrent d’intervenir ».

## Rejet de la droite et d’une partie de l’Armée
La réforme militaire d'Azaña fut durement combattue par un secteur des officiers, par les médias conservateurs et par les organes d’expression militaires , La Correspondencia Militar et Ejército y Armada. Azaña fut accusé de vouloir triturer l’Armée. Une des réformes qui fut les plus critiquées par certains officiers fut la fermeture de l’Académie générale de Saragosse, une décision qu’ils interprétèrent comme un coup contre l’esprit de corps de l’Armée, car elle était la seule institution dans laquelle les officiers des différentes armes étaient formés ensemble. Ils protestèrent également quand une loi de septembre 1932 obligea les candidats à intégrer les académies d’officiers, à servir dans l’armée 6 mois et à suivre un certain nombre de cours dans une université.
Une preuve de la contrariété causée par la loi Azaña chez une partie des militaires se retrouve dans l’incident de Carabanchel en juin 1932, au cours duquel plusieurs officiers refusèrent de terminer leur discours par un « Vive la République ! » comme le règlement les y obligeait, ou la Sanjurjada, tentative de coup d’État menée par le général Sanjurjo en août 1932. Les médias conservateurs lancèrent une campagne extrêmement hostile contre la réforme d’Azaña, qui contribua à faire du premier ministre la bête noire d'un grand nombre de militaires.

## Appréciations
Dans un discours aux Cortes républicaines, le philosophe José Ortega y Gasset qualifia « la réforme radicale de l'Armée » menée à terme par Azaña comme « merveilleuse et incroyable, fabuleuse [et] légendaire » « sans que jusqu'à présent le peuple espagnol s'en soit pleinement rendu compte ». Il souligna qu'elle avait été réalisée sans frictions majeures, « avec correction de la part du ministre de la Guerre et de des militaires, qui ont facilité le succès de ce magnifique projet » et demanda des applaudissements de la chambre, pour le ministre et pour l'Armée, « celle qui est partie et celle qui est restée », en réponse de quoi les députés firent une grande ovation à Azaña. 
Pour sa part, le socialiste Juan Simeón Vidarte (es), plusieurs années après la fin de la guerre civile espagnole, critiqua durement Azaña car sa réforme ne chercha pas à former une Armée républicaine ; selon lui « le premier devoir de la République était de former une Armée sur la base de chefs et officiers authentiquement républicains et ne pas permettre que de multiples centaines d'entre eux quittent le service actif car ils étaient considérés comme dépassés ».
Pour l’historien Julio Gil Pecharromán (es), « Azaña, non exempt d’orgueil politique, fit peu pour défendre son projet devant l'opinion publique et ses exutoires verbaux, qui firent qu’il en vint à être qualifié de ’jacobin’, contribuèrent à créer des préjudices qui contribuèrent à l’adoption d’une attitude contraire au régime de nombreux militaires. […] [Toutefois] la réforme d’Azaña a été appréciée positivement car dans l'ensemble elle constituait un plan réalise et cohérent, qui aurait doté l'Espagne d’une Armée en accord avec ses nécessités ».
En dépit du fait que cette réforme était considérée nécessaire, y compris au sein des milieux militaires, à cause de la taille excessive de l’Armée et de l’obsolescence de son équipement, de sa structure et de sa formation, le manque de tact d’Azaña avec les militaires déclencha l’antipathie d’importants secteurs de ces derniers envers les réformes et, par suite, du régime de la République.

Selon l’historien Francisco Alía Miranda (en) : 

« Manuel Azaña prétendait faire en sorte que la vie politique soit de nouveau protagonisée par la société civile et rendre les militaires aux garnisons. Il n’y réussit pas. Les militaires continuèrent à avoir une grande importance dans la vie politique et dans le budget […]. Malgré les efforts d’Azaña, le pouvoir militaire finit par se révéler décisif dans le contrôle effectif de l'ordre public, empêchant ainsi le renforcement du pouvoir civil recherché, preuve de la faiblesse structuelle de l'État républicain. Les hommes politiques républicains se montrèrent incapables d’adapter l’administration de l'ordre public aux principes d’un régime démocratique et eurent recours aux mêmes instruments que la monarchie pour obtenir la pacification sociale : état de guerre et troupes dans la rue, ingrédients qui perpétuèrent le rôle de l’Armée. »